# Nectophrynoides paulae
Nectophrynoides paulae är en groddjursart som beskrevs av Menegon, Salvavidio, Ngalason och Simon Loader 2007. Nectophrynoides paulae ingår i släktet Nectophrynoides och familjen paddor. IUCN kategoriserar arten globalt som akut hotad. Inga underarter finns listade i Catalogue of Life.